# Pavel Šultes
Pavel Šultes (Valtice, 15 settembre 1985) è un calciatore ceco, attaccante del Mladá Boleslav.

## Carriera

### Club

#### Opava
Segna il suo ultimo gol con l'Opava il 31 maggio 2009 nella vittoria casalinga per 1-0 contro il Karviná.

#### Sigma Olomouc
Debutta nella prima squadra del Sigma Olomouc il 16 luglio 2009 in Europa League contro il Fram, partita pareggiata per 1-1, Sultes è poi stato sostituito al 75' da Caihame.
Debutta con Sigma in campionato il 26 luglio 2009 nella vittoria fuori casa per 0-2 contro il Bohemians Praga.
Segna il primo gol con il Sigma Olomouc il 27 agosto 2009 nel pareggio in casa contro l'Everton, partita dov'è subentrato al 73' a Tomáš Janotka per poi segnare sette minuti dopo.
Segna il primo gol con il Sigma Olomouc in Gambrinus Liga il 26 ottobre 2009 nella vittoria fuori casa per 1-2 contro lo Slavia Praga, dove segna il gol dello 0-2.
Segna i suoi ultimi gol nel Sigma il 15 maggio 2011 nella vittoria casalinga per 2-0 contro il Hradec Králové, dove in due minuti riesce a portare alla vittoria la sua squadra, dopo essere subentrato a Tomáš Přikryl.
Fa la sua ultima presenza nel Sigma Olomouc il 21 maggio 2011 nella sconfitta fuori casa per 1-0 contro il Dynamo České Budějovice.

#### Polonia Varsavia
Nel giugno del 2011 firma un contratto triennale con il Polonia Varsavia per 250000 €.
Debutta il 29 luglio 2011 nella vittoria casalinga per 1-0 contro il Lechia Danzica quando viene sostituito al 76' da Paweł Wszołek.
Fa il suo primo gol nel Polonia Varsavia il 31 ottobre 2011 nella vittoria fuori casa per 0-1 contro il Ruch Chorzów.
Il 12 giugno si trasferisce al Ruch Chorzów.